# PARADISE WIND
「PARADISE WIND」（パラダイス・ウィンド）は、寺田恵子のデビュー・シングル。

## 内容
SHOW-YAから脱退以後のソロデビューシングル。NHK「バルセロナオリンピック」テーマソングという事もあり、最大のヒット・シングルとなった。

## 収録曲
- 両楽曲共に、作詞：安藤芳彦／作曲：Jimmy Johnson

1. PARADISE WIND
編曲：是永巧一
2. NEVER ALONE
編曲：Jimmy Johnson
3. PARADISE WIND (inst.)